# Torfowiec tępolistny
Torfowiec tępolistny (Sphagnum obtusum Warnst.) – gatunek mchu z rodziny torfowcowatych (Sphagnaceae). Występuje w Europie, Chinach, Japonii, Rosji i Ameryce Północnej.

## Rozmieszczenie geograficzne
W Europie na większości obszaru rzadki, przy czym najpospoliciej występuje we wschodniej części kontynentu; nieobecny, rzadki lub rozproszony na obszarach z klimatem o charakterze wysoce oceanicznym. W strefie arktycznej został odnotowany w północnej Norwegii i północnej Rosji, na Svalbardzie i Nowej Ziemi. W strefie borealnej występuje od Islandii na zachodzie, rozproszony lub rzadki w Norwegii, Szwecji, Finlandii, północno-zachodniej i częściowo środkowej Rosji aż po Ural na wschodzie. W strefie klimatu umiarkowanego typowego jest rzadki od Belgii po środkową Europę, podawany również z Karpat, w tym z Tatr; rzadki na południu Półwyspu Fennoskandzkiego, w krajach bałtyckich, na Białorusi i Ukrainie, w zachodniej i centralnej Rosji po Ural. Rzadki jest także w Alpach, nienotowany w Szwajcarii, a w Wielkiej Brytanii uznany został za gatunek wymarły. W strefie okołośródziemnomorskiej podawany z Gór Dynarskich, gdzie jest rzadki, znane są stanowiska z Rumunii oraz Gruzji, nieobecny w Portugalii oraz Hiszpanii. Nie jest znany ze strefy klimatu śródziemnomorskiego.
W Polsce jest rozproszony na terenie całego kraju, choć spotykany głównie na północy i zachodzie. W górach bardzo rzadki. Znane są dwa stanowiska w Sudetach. Tam w Karkonoszach rośnie do wysokości 1150 m n.p.m. W Karpatach odnotowany na jednym stanowisku.

## Morfologia i anatomia
PokrójRoślina średniego rozmiaru bądź dość duża, tworząca darnie koloru żółtego, bladożółtawozielonego i zielonego do jasnobrązowego i brązowawego.
GłówkiDuże, spłaszczone do półkolistych, 5-dzielne, gwiaździste. Dłuższe gałązki główek są przeważnie zakrzywione na boki, a ich układ może przywoływać skojarzenia z kształtem liry.
PęczkiZ czterema lub pięcioma gałązkami. Dwie (lub trzy) gałązki odstające mocne, sztywne, tępo zakończone, w główce zakrzywione na boki, do 30 mm długości. Dwie lub trzy gałązki zwisające są różnej długości i pokrywają łodyżkę, mniejsze i na końcach smuklejsze niż gałązki odstające.
ŁodyżkiMocne, do 1,3 mm średnicy, bladożółe lub zielone. Słabo wykształcona kora jest dwu- lub trzywarstwowa (trzy- lub czterowarstwowa), z nieco rozdętymi komórkami. Cylinder wewnętrzny żółtawy do zielonego. Łodyżki gałązkowe wyposażone w wyraźnie wykształcone komórki retortowe.
Listki łodyżkoweSzeroko trójkątno-językowate, zwisające, mniej lub bardziej odstające, do 1,3 mm długości. Na końcu zwężają się ku szeroko tępo ściętemu, poszarpanemu wierzchołkowi. Komórki wodne najczęściej niepodzielone, bez listewek lub z listewkami jedynie w wierzchołkowej części liścia.
Listki gałązkoweDuże, lancetowate, do 2,2 mm długości, ze ściętym, ząbkowanym wierzchołkiem; ułożone na gałązce w pięciu rzędach. Komórki wodne mają liczne, niewielkich rozmiarów pory, przeważnie w dwóch rzędach po obu stronach liścia, w przekroju poprzecznym prawie płaskie po stronie grzbietowej, słabo wypukłe po stronie brzusznej. Komórki chlorofilowe w przekroju poprzecznym są trójkątne, szeroko otwarte po stronie grzbietowej liścia i płytko zamknięte po stronie brzusznej.

## Systematyka i zmienność
Gatunek zaliczany jest do podrodzaju Cuspidata Lindb.. Podrodzaj obejmuje przeważnie dużych rozmiarów torfowce hydrofilne o długich łodyżkach, tworzące głębokie i miękkie darnie. W podrodzaju tym najczęściej spotyka się formy zielone i żółtozielone, nieco rzadziej żółte i brunatne, nie występują natomiast formy czerwone.

## Ekologia i biologia
Gatunek hydrofilny. Rośnie na (najczęściej niezalesionych) torfowiskach niskich i przejściowych, zwłaszcza żyznych, rzadziej w borach bagiennych. Obecny w wykopach (np. torfiankach), rowach, ale także na okrajku torfowisk i w dolinkach pomiędzy kępami.

## Ochrona
Gatunek jest objęty w Polsce ochroną od 2001 roku. W latach 2001–2004 podlegał ochronie częściowej, w latach 2004–2014 ochronie ścisłej, a od 2014 roku ponownie objęty jest ochroną częściową, na podstawie Rozporządzenia Ministra Środowiska z dnia 9 października 2014 r. w sprawie ochrony gatunkowej roślin.